# Hum (montagne)
Pour les articles homonymes, voir Hum.
Le mont Hum (en serbe cyrillique : Хум) est une montagne de Serbie et du Monténégro située dans la chaîne du Zlatar et dans les Alpes dinariques. Son point culminant, le pic de la Krstača, s'élève à une altitude de 1 756 m.

## Géographie
Le mont Hum est situé au sud de la Serbie centrale, dans la municipalité de Tutin, et au nord du Monténégro. Il s'étend à l'est du plateau de Pešter et est entouré par les monts Jarut au nord, Rogozna à l'ouest. Son point culminant, le pic de Krstača est situé au Monténégro.

## Infrastructures et localités
Le mont Hum se trouve à l'écart des axes majeurs de communication. Une petite route locale traverse la montagne, conduisant du village de Naboje à la ville de Tutin. Il abrite quelques villages comme Naboje (218 hab.), Donje Ðerekare (518 hab.), Gornje Ðerekare et Dolovo (465 hab.),.